# Angela Wandelt
Angela Wandelt (* 1959 in Leipzig) ist eine deutsche Architektin und Modistin.

## Leben und Wirken

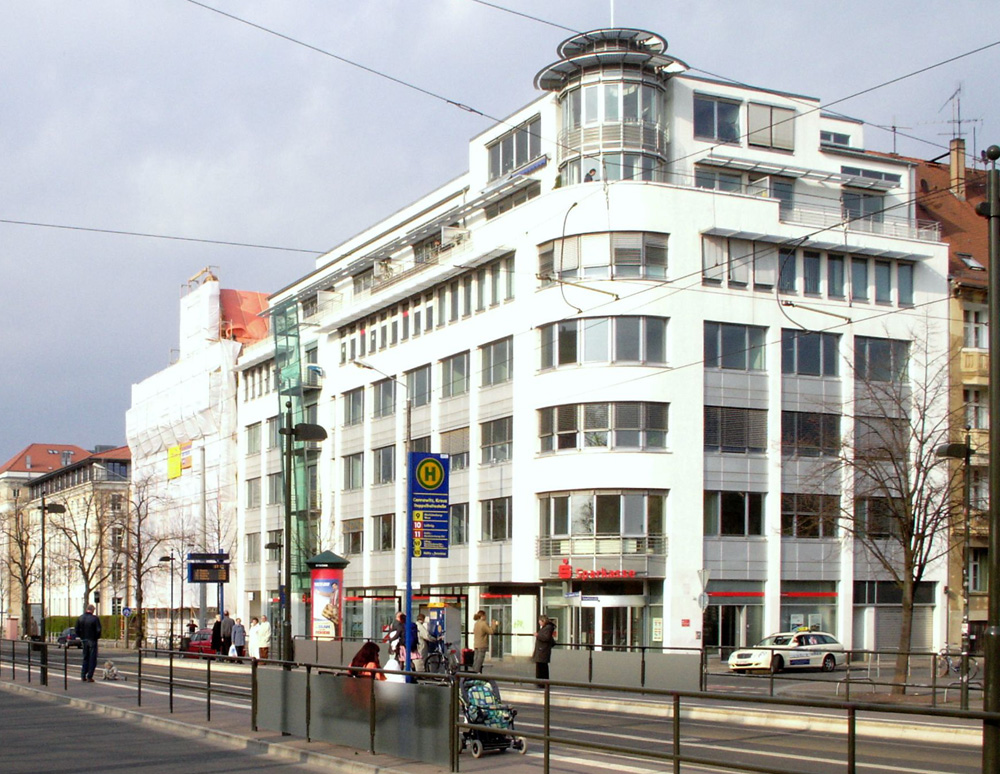
Sparkassengebäude Liebknechtstraße

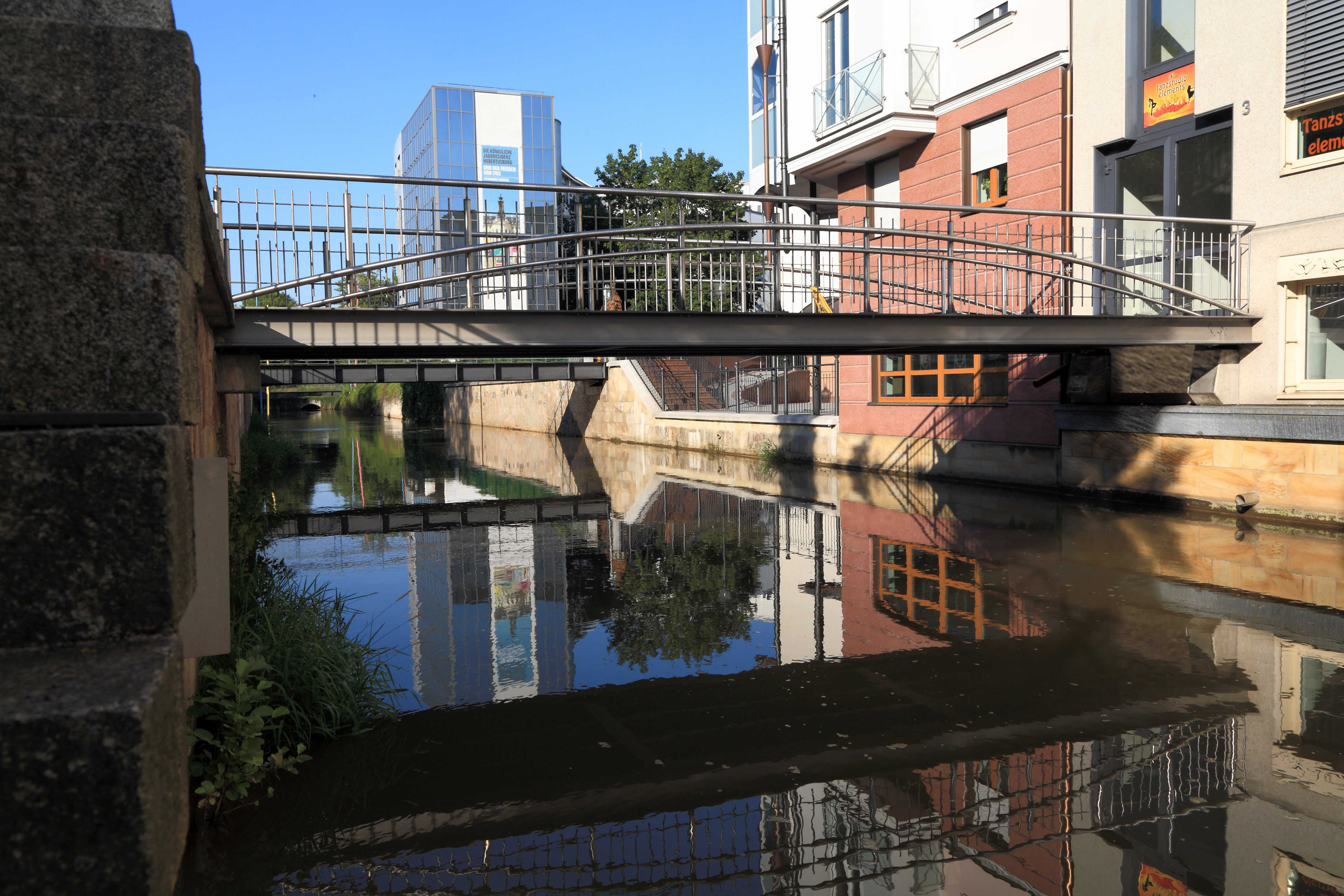
Abschnitt des wieder geöffneten Pleißemühlgrabens

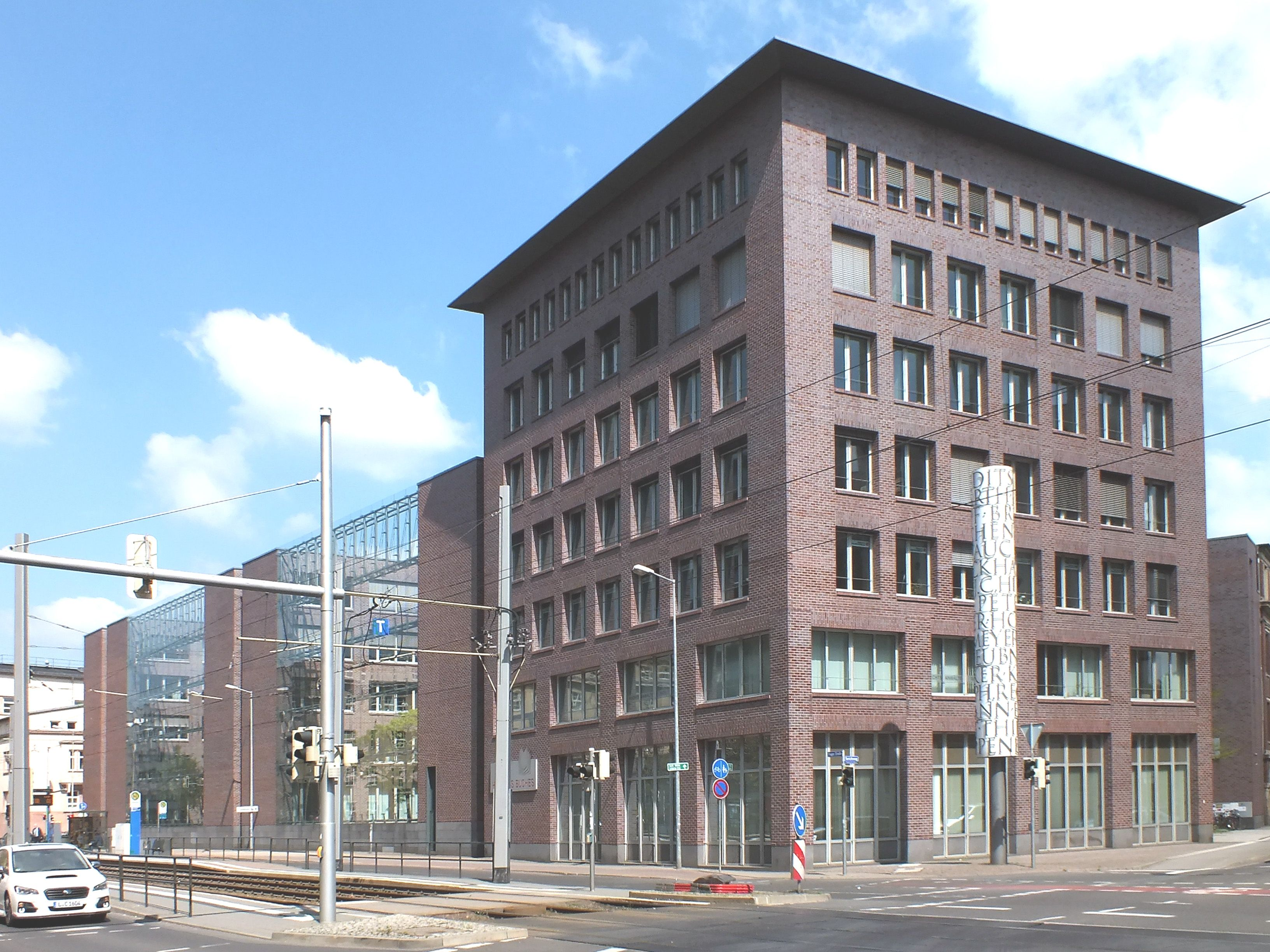
Haus des Buches

Nach einer einjährigen Maurerlehre studierte Angela Wandelt von 1978 bis 1983 Architektur an der Hochschule für Architektur und Bauwesen in Weimar. Anschließend arbeitete sie in verschiedenen Architekturbüros. 
Ab 1990 war sie als freie Architektin mit eigenem Büro in Leipzig tätig. Für ihre Mitarbeit am Haus des Buches wurde sie mit mehreren Preisen ausgezeichnet. 1998/1999 hatte sie die künstlerische Oberleitung sowie die Ausführungsplanung für die Öffnung des Pleißemühlgrabens inne, wofür sie ebenfalls Preise erhielt. Zudem war sie für bedeutende Sanierungen verantwortlich, wie die des Schauspielhauses Leipzig. Ab 2004 realisierte sie einige Neubauten.
Wandelt ist Mitglied des Landesverbandes Sachsen des Bundes Deutscher Architektinnen und Architekten (BDA) und war von 1991 bis 1993 Vorsitzende des Landesverbandes.
Neben ihrer Bautätigkeit engagierte sich Angela Wandelt vielfach. Auf der 1. Leipziger Volksbaukonferenz im Januar 1990 protestierte sie gegen die Gewalt und die Monotonie des industriellen Platten-Neubaus, bei dem die Produktion wichtiger geworden war als die stadtgerechte Planung. Sie veröffentlichte zahlreiche Artikel in Fach- und Kulturzeitschriften. An Architekturwettbewerben nahm sie sowohl als Autorin als auch als Jurymitglied teil. Im Jahr 2000 war sie Gastprofessorin an der Fachhochschule Lausitz in Cottbus. 
Angela Wandelt trägt und sammelt seit ihrer Kindheit Hüte. In den 2000er Jahren machte sie ihr Hobby zum Beruf, indem sie sich im Selbststudium den Beruf der Modistin aneignete. Im Juni 2004 wurde sie als Modistin in die Handwerkerrolle der Stadt Leipzig eingetragen. Ihr Atelier befindet sich seit 2013 auf dem Gelände der Baumwollspinnerei in Leipzig-Lindenau, wo neben Basismodellen auch Kleinserien und individuelle Anfertigungen entstehen. Unter dem Label Gela Hüte präsentiert sie ihre Kreationen auf Messen in New York, Berlin, Hamburg und Wien.
Das Wandeltsche Architekturbüro führt seit 2019 die Architektin Alexandra Feder als federArchitektur weiter.

## Bauten (Auswahl)
- 1994: Wohn- und Geschäftshaus Schloßgasse 6/8
- 1994: Sparkasse Karl-Liebknecht-Straße 153/155
- 1996: Haus des Buches (Leipzig), Prager Straße/Gerichtsweg 28, gemeinsam mit HPP Architekten
- 1998: Sanierung des Wohnhauses Lenaustraße 3 in Leipzig-Eutritzsch
- 1998–1999: Öffnung des Pleißemühlgrabens
- 2002–2006: Sanierung des Schauspielhauses Leipzig
- 2007: Rekonstruktion des Opernhauses Leipzig (mit Gerd Heise)

## Schriften (Auswahl)
- Vom Umgang mit der Stadt. In: Leipziger Blätter, Heft 20, 1992, S. 29.
- Künstlerischer Ideenwettbewerb Nikolaikirchhof. In: Leipziger Blätter, Heft 22, 1993, S. 50–51.
- Haus des Buches (mit Gerd Heise). In: Leipziger Blätter, Heft 24, 1994, S. 24–25.
- Sächsische Landesbibliothek – Staats- und Universitätsbibliothek, Dresden. In: Deutsches Architekturmuseum: DAM-Jahrbuch, 2003, S. 142–151.
- Neue Ufer. In: Tradition und Zukunft der Moderne: Städtebau und Architektur in Brünn und Leipzig, Sächsische Akademie der Künste, Dresden 2005, S. 152–161.
- Die Baugeschichte des Schauspielhauses. In: Theater in der Übergangsgesellschaft: Schauspiel Leipzig 1957–2007. In: Theater der Zeit, Berlin 2007, ISBN 978-3-934344-84-6
- „Einstieg frei“ Stege, Treppen und Anleger. In: Leipziger Blätter, Sonderheft: Stadt am Wasser, 2010, S. 38–30.
- Rekonstruktion des Opernhauses (mit Gerd Heise). In: Oper Leipzig: Schlaglichter auf fünf Jahrzehnte Musiktheater. In: Theater der Zeit, Berlin 2010, ISBN 978-3-940737-81-6, S. 96–101.

## Preise (Auswahl)
- 1991: Förderungspreis der Sektion Baukunst der Akademie der Künste Berlin, gemeinsam mit Andrea Krüger, Leipzig und Michael Bräuer, Rostock
- 1996: Architekturpreis des Vereins Medienstadt Leipzig e. V. für das Haus des Buches[6]
- 1996: Architekturpreis der Stadt Leipzig für das Haus des Buches (zusammen mit HPP – Hentrich-Petschnigg & Partner).[7]
- 1998: Preis des Bundes deutscher Architekten Sachsen für das Haus des Buches (zusammen mit HPP Architekten).[8]
- 2000: Deutscher Städtebaupreis (Walter-Hesselbach-Preis) – Sonderpreis für die Öffnung des Pleißemühlgrabens
- 2001: Architekturpreis der Stadt Leipzig (Lobende Erwähnung) für die Offenlegung des Pleißemühlgrabens 1.–4. Bauabschnitt[9]
- 2003: „Renault Traffic Design Award 2003 – Sonderpreis Kommunen“ für das Projekt „Öffnung Pleißemühlgraben“ in Leipzig[10]
- 2006: International City-People-Light Award für Lichtkonzepte zur Inszenierung der freigelegten Abschnitte des Pleißemühlgrabens und Elstermühlgrabens, gemeinsam mit der Stadt Leipzig und dem Architekturbüro Ulrich Coersmeier (2. Preis).[11]